# Mattiastrum himalayense
Mattiastrum himalayense là loài thực vật có hoa trong họ Mồ hôi. Loài này được (Klotzsch) Brand mô tả khoa học đầu tiên năm 1915.